# Gary Kurfirst
Gary Kurfirst (ur. 8 lipca 1947 w Forest Hills, Queens, zm. 13 stycznia 2009 na Bahamach) – amerykański menedżer i odkrywca talentów 
Miał wkład w rozwój karier i spopularyzowanie takich wykonawców jak Jimi Hendrix, Janis Joplin, The Doors czy Jeff Beck, był wieloletnim menedżerem m.in. Eurythmics, Jane’s Addiction, Ramones, The B-52's, Talking Heads oraz Big Audio Dynamite.
W 1967 r. założył znany nowojorski klub Village Theater, przemianowany w późniejszym okresie na Fillmore East, a w 1968 r., zainicjował i zorganizował New York Rock Festiwal, na którym wystąpili między innymi: Jimi Hendrix, The Who, The Doors i Janis Joplin. Potem zajął się pracą menedżerską. Zrealizował między innymi film Talking Heads „Stop Making Sense”.